# Christophe Deloire
Christophe Deloire (Paray-le-Monial, 22 maggio 1971 – Parigi, 8 giugno 2024) è stato un giornalista e scrittore francese, noto a livello internazionale.

## Biografia
Nato il 22 maggio 1971 a Paray-le-Monial, dopo aver frequentato il liceo a Digoin e a Lione, conseguì una laurea all'École supérieure des sciences économiques et commerciales (ESSEC). Uno tra i suoi libri di maggior rilievo fu Les Islamistes sont déjà là (trad: "Gli islamisti sono già qui") scritto assieme a Christophe Dubois. Nel 2019 vinse il prestigioso Premio Dan David come direttore di Reporter senza frontiere dal 2012, per il suo contributo alla difesa della Democrazia. Ricoprì la carica di Segretario Generale di RSF.
Christophe Deloire morì a Parigi l'8 giugno 2024 all'età di 53 anni a causa di un tumore cerebrale.

## Opere
- (FR) Con Roger-Marc Moreau, Omar Raddad: contre-enquête pour la révision d'un procès manipulé, Raymond Castells, 1998, ISBN 978-2-912587-39-8.
- "Histoires secrètes des détectives privés", 2001, JC Lattès
- "Cadavres sous influence", 2003, JC Lattès
- Christophe Deloire e Christophe Dubois, "L'enquête sabotée", 2003, Albin Michel
- Christophe Deloire e Christophe Dubois, "Les islamistes sont déjà là", 2004, Albin Michel
- Christophe Deloire e Christophe Dubois, "Sexus politicus", 2006, Albin Michel
- Christophe Deloire e Christophe Dubois, "Sexus politicus", 2008, J'ai Lu

## Fonti
- Olivier Roy, Islam alla sfida della laicità